# 히요시촌 (나가노현)
히요시촌(日義村)은 나가노현 기소군에 있던 촌이다.

## 지리
기소강 상류부에 위치하며 마을 서부를 북동에서 남서로 흐른다.비교적 완경사가 많다. 또한 주오 알프스 기소코마가타케 자락에 펼쳐진 선상지인 기소코마 고원에는 골프장을 가지고 있으며, 중경 지역의 기업이나 회사 휴양소 등이 많이 존재한다.

## 역사
- 1874년 11월 7일 - 니시지쿠마군 히요시촌이 성립하였다.
- 1876년 8월 21일 - 나가노현에 소속되었다.
- 1889년 4월 1일 - 정촌제 시행과 함께 히요시촌 단독으로 자치체를 형성하였다.
- 1968년 5월 1일 - 니시치쿠마군이 기소군으로 개칭하였다.
- 2005년 11월 1일 - 기소후쿠시마정, 가이다촌, 미타케촌과 합병으로 기소정이 성립하였다. 동일 히요시촌은 폐지되었다.

## 교통

### 철도
- 도카이 여객철도 주오 본선

### 도로
- 국도 19호선
- 국도 361호선